# Batterie de salutation
La Batterie de salutation (en anglais Saluting Battery, en maltais Batterija tas-Salut) est une batterie de canons située à La Valette à Malte. Son origine remonte au Grand Siège de Malte par les troupes ottomanes, au XVIe siècle. Elle est aujourd'hui intégrée dans les jardins publics de Upper Barakka, surplombant le Fort Saint-Ange et le Grand Harbour.
Elle servit principalement à tirer des salves lors de cérémonies et des signaux spécifiques, mais elle fut également utilisée par l'armée lors du Blocus de Malte en 1798-1800 et de la Seconde Guerre mondiale. La batterie est restée une installation militaire active jusqu’à ce que ses armes soient retirées par les Britanniques en 1954. Elle a été restaurée et ouverte au public au début du XXIe siècle et est maintenant équipée de huit répliques de canons 32 livres qui tirent quotidiennement des coups de feu.

## Historique

### Le contrôle des Hospitaliers
La batterie de salutation remonte au Siège de Malte en 1565. Pendant le siège, les forces ottomanes montèrent des canons sur la péninsule de Sciberras (occupée maintenant par La Valette et Floriana) pour bombarder l'Ordre de Saint-Jean de Jérusalem au Fort Saint-Ange. L'une des batteries était située à proximité de la batterie de salutation, car elle se situe en hauteur et offre une vue dégagée sur le Fort et le reste du Grand Harbour.
En 1566, après la levée du siège, la ville de La Valette fut fondée. Le bastion Saint-Pierre-et-Saint-Paul a commencé à être construit la même année et a été achevé en 1570 et possédait une plate-forme d'artillerie à plusieurs niveaux, à partir de laquelle des armes à feu pourraient être montées pour protéger le Grand Harbour. La batterie de salutation a été construite sur la plate-forme inférieure, tandis qu'une loggia et un jardin privé ont été installés sur la partie supérieure au début du XVIIe siècle. Pendant le règne de l'Ordre à Malte, la batterie était utilisée à des fins militaires et rituelles. À la fin du XVIIIe siècle, la batterie était armée de seize canons en bronze de 12 livres qui tiraient des boulets sphériques en pierre.
Pendant l'occupation française de Malte et le Blocus de Malte par les insurgés maltais, l'armement de la batterie de salutation demeura inchangé, mais l'élévation des canons fut effectuée pour pouvoir bombarder les positions des insurgés sur Corradino Heights (en) à travers le port.

### Le contrôle des britanniques
Peu de temps après l'occupation britannique de Malte en 1800, les trois signaux quotidiens des armes à feu (au lever, à midi et au coucher du soleil) ont commencé à être tirés de la batterie au lieu de Saint James Cavalier, comme ils l'avaient été pendant le règne de l'Ordre. Lorsque la batterie était en cours de maintenance, les coups de feu étaient tirés depuis le Fort Saint-Ange de l’autre côté du port. En 1803, deux caronades de 24 livres et quelques canons de 24 livres, capturés pendant les guerres révolutionnaires en France, ont été ajoutés à l'armement. Ils sont restés en place jusqu'en 1825.
En 1824, la loggia et le jardin sur la plate-forme au-dessus de la batterie furent ouverts au public sous le nom de Upper Barrakka Gardens. En 1848, la batterie était composée de quatre fusils de 12 livres. Au cours des années suivantes, l’armement s’est considérablement accru. En 1852, elle disposait de 10 canons de 24 livres sur le parapet principal, de 4 canons de 32 livres sur le flanc droit, de 3 obusiers de 8 pouces sur le flanc gauche, de 2 mortiers de 13 pouces à l'arrière du parapet et de 2 caronades de 56 livres aux angles. En 1854, la batterie de Lascaris fut construite à côté du bastion Saint-Pierre-et-Saint-Paul, sous la batterie de salutation.
Dans les années 1860, un autre canon de 24 livres fut ajouté. En 1886, les obusiers ont été remplacés par des canons RML de 64 livres, tandis que les canons de 32 livres furent supprimés. Dans les années 1890, tout l’armement fut remplacé par d'autres canons, utilisés uniquement pour saluer. Au début du XXe siècle, l'armement était composé de 8 canons de 32 livres. Les armes n'ont pas été fonctionnés pendant la Première Guerre mondiale dans le but de conserver la poudre, mais ils ont commencé à être utilisés à nouveau le jour de l'armistice en 1918.
Au cours des années 1920, les autorités civiles ont commencé à faire pression sur le gouvernement pour qu'il cède la batterie afin de prolonger la Upper Barrakka. Une deuxième entrée a été ouverte en 1924, la reliant aux jardins. La même année, l’armement est réduit à un canon de 32 mlivres et à quatre Ordnance QF 18 pounder. Une partie de la batterie a été rendue au public et les armes à feu ont été fermées.
En 1939, juste avant le début de la Seconde Guerre mondiale, les canons ont tous été retirés pour être déployés à la défense des côtes. Un seul canon antiaérien Bofors de 40 mm a été placé sur le saillant droit de la batterie pour protéger le chantier naval de Malte. Le 3e Régiment anti-aérien léger de la Royal Malta Artillery (en) protégeait la batterie mais elle fut considérablement endommagée, ainsi que la partie supérieure de Barrakka, par un bombardement aérien. Pendant la guerre, les salles de guerre de Lascaris ont été construites dans des tunnels creusés sous la batterie et les jardins.
Après la guerre, les dégâts causés à la batterie et aux jardins ont été réparés et son armement a été brièvement remplacé par quatre canons Ordnance QF 25 pounder. Celles-ci ont été retirées quelques années plus tard, en 1954, lorsqu'elle a été fermée et transférée à la Royal Navy dans le cadre de son complexe à la batterie de Lascaris. En 1965, la partie de la batterie qui appartenait encore à l'armée a été transférée au gouvernement civil et toute la zone transformée en jardin.

## Restauration

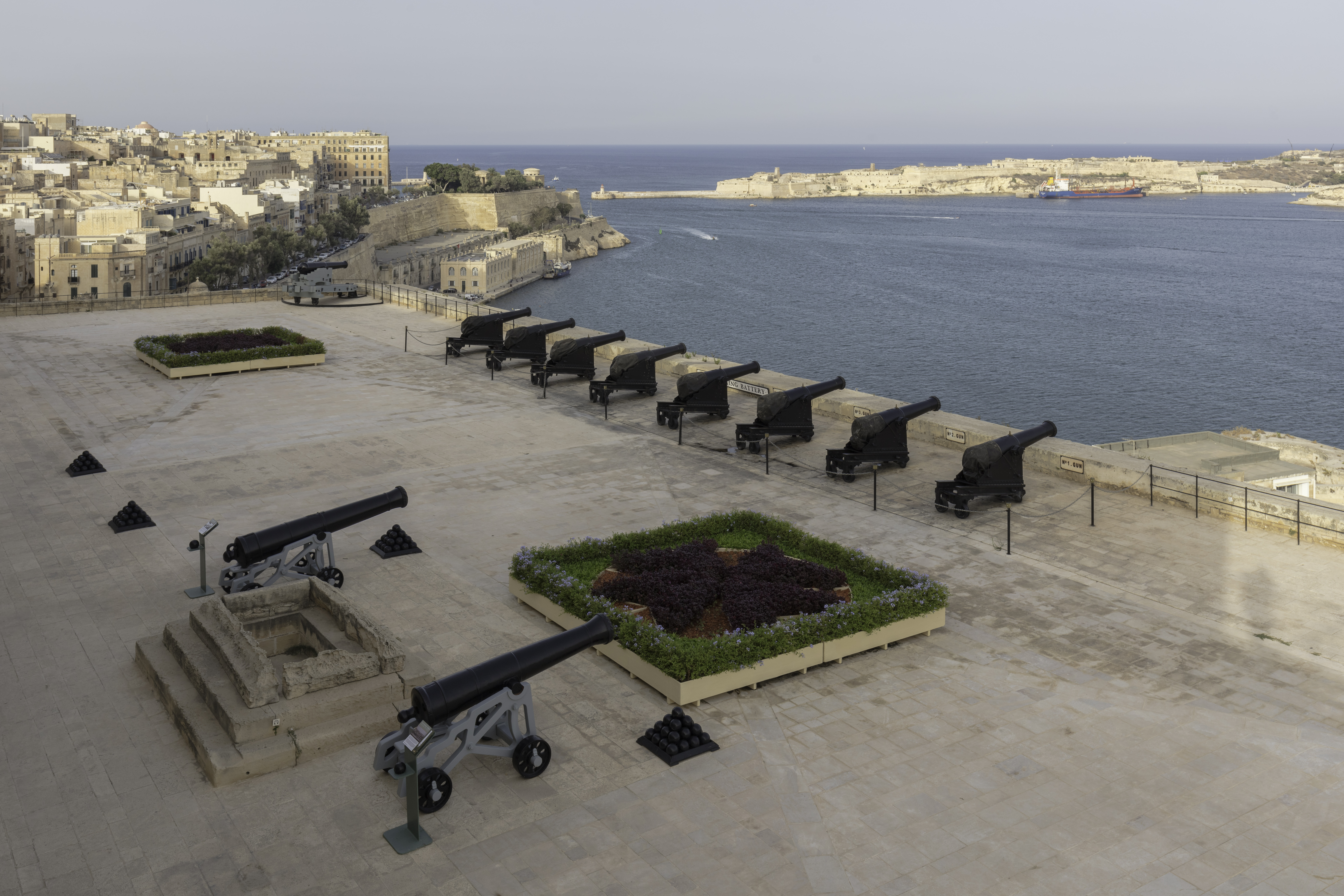
Vue depuis les Jardins Upper Barrakka

La Fondazzjoni Wirt Artna, (Malta Heritage Trust), a acquis la batterie en 2004 et a commencé à la restaurer dans sa configuration de la fin du XIXe siècle. Il dispose maintenant de canons en état de marche, de magasins d'artillerie, de la poudre à canon, d'une collection d'ordonnances historiques et un petit musée.
Après restauration, la batterie était alors équipée de huit canons Blomefield originaux de 24 livres fabriqués entre 1790 et 1810, mais ceux-ci ont été transférés dans un musée et remplacés par huit répliques en état de fonctionnement en 2011. Au cours des travaux de restauration en 2011, une centaine de boulets de canon en pierre ont été trouvés sur le site.
La batterie est maintenant ouverte tous les jours et des visites guidées sont disponibles. Les tirs de salutation sont effectuées tous les jours à midi et à 16h00,.